# Чигрин Олександр Іванович
Чигрин Олександр Іванович (нар. 2 вересня 1993, село Усть-Путила, Вижницький район, Чернівецька область — пом. 20 липня 2014, смт Георгіївка, Луганська область — український військовик, сержант, учасник АТО.

## Життєпис
Народився 2 вересня 1993 року в селі Усть-Путила, Вижницький район, Чернівецька область.
Проживав з батьками у селі.
Загинув 20 липня, у результаті підриву бронетранспортера в Луганській області. Тоді ж загинув Галай Андрій Миколайович.
Похований в Усть-Путилі.

## Нагороди
За особисту мужність і героїзм, виявлені у захисті державного суверенітету та територіальної цілісності України, вірність військовій присязі під час російсько-української війни, відзначений — нагороджений
- орденом «За мужність» III ступеня (посмертно; указ Президента України № 708/2014 від 8 вересня 2014 року)
- нагрудним знаком «За оборону Луганського аеропорту» (посмертно)